# Celtic Thunder
Celtic Thunder (AFI: /ˈkɛltɪk ˈθʌndə/) es un grupo musical irlandés compuesto actualmente por los vocalistas Ryan Kelly, Neil Byrne, Damian McGinty, Emmet Cahill y Michael O’Dwyer. El rango del repertorio va desde la tradicional música celta a canciones populares.
Celtic Thunder Band en sus conciertos, y sus espectáculos en directo son conocidos por el adecuado uso de efectos visuales con luces y la coreografía, al igual que un escenario que recuerda a un antiguo cúmulo de piedra, referencia a la tradición celta.
Desde la formación del grupo, Celtic Thunder ha lanzado catorce álbumes de estudio incluyendo exitosas producciones como «Voyage» y «Mythology», así también han lanzado 11 conciertos en DVD, correspondientes a cada uno de sus álbumes.

## Antecedentes
Celtic Thunder debuta en agosto de 2007 en el teatro The Helix en Dublín, Irlanda con su primer concierto llamado simplemente «The Show».
En esta primera actuación fueron acompañados por la Celtic Concert Orchestra bajo la dirección de Phill Coulter, director musical y cofundador del grupo.
En diciembre de 2008, 2009 y 2011, la revista musical Billboard nombró a Celtic Thunder como artistas Top en World Music. Sus primeros tres álbumes también debutaron en el Top 10 de World Music.
En marzo del 2009, Celtic Thunder abrió la Cabalgata del Día de San Patricio en Nueva York, y en esa misma ocasión actuaron para el presidente Barack Obama y su esposa en la Casa Blanca.
El 28 de noviembre de 2010, Paul Byrom, miembro de la agrupación anunció su partida para dedicarse a su carrera en solitario. Abandonó el grupo cuando finalizaron su Tour 2010. Byrom lanzó su álbum «This Is the Moment» en noviembre de 2011. También apareció como artista invitado en el himno nacional durante los juegos de los Boston Celtics. En 2013 grabó su primer especial de televisión en solitario, transmitido por PBS a mediados de ese año.
En 2011, Damian McGinty (el entonces miembro más joven de la agrupación) entró y ganó el reality show del canal Oxygen The Glee Project. El 21 de agosto de ese mismo año, en medio de la fiesta en vivo de The Glee project, McGinty anunció su partida del grupo a tiempo de entrar a interpretar el papel de Rory Flanagan en la serie Glee.
Durante la gira de 2012 de su álbum «Voyage», el músico irlandés Colm Keegan fue invitado a participar en la agrupación en reemplazo de Ryan Kelly quien se encontraba herido tras una caída. Posterior a la recuperación de Kelly, Keegan fue invitado a participar permanentemente en la agrupación, invitación que él aceptó. El 15 de octubre de 2012, Celtic Thunder actuó en El Pentágono.
En diciembre de ese mismo año, Celtic Thunder dio un concierto acústico en el Sullivan Hall, Nueva York para 300 personas. El concierto fue en beneficio de las víctimas del Huracán Sandy y la recaudación de éste alcanzó la suma de US$50.000.
El 13 de enero de 2014, después de tres años con Celtic Thunder, el tenor Emmet Cahill anunció a través de su página de Facebook su decisión de dejar el grupo.
El 12 de marzo de 2014, Sharon Browne, productora y cofundadora del grupo, anunció que George Donaldson, uno de los cinco miembros originales de Celtic Thunder, había muerto a causa de un ataque cardíaco. Él se encontraba preparándose para la gira australiana que partiría en mayo de ese año. Celtic Thunder dedicó como homenaje su siguiente gira Mythology a la memoria de George.
En abril siguiente, Emmet Cahill anunció que se reintegraría a los Thunderheads —apodo coloquial de los miembros de Celtic Thunder— en la gira australiana para homenajear a Donaldson. El 5 de abril se difundió no oficialmente el rumor de que el tenor irlandés Emmet O'Hanlon tomaría el lugar de Cahill luego de su partida del grupo. La última aparición oficial de Cahill en el grupo fue en noviembre de 2014 en medio del segundo crucero del grupo.
Ese mismo mes fue anunciado que Damian McGinty volvería a la agrupación como invitado especial en el tour de 2015, The Very Best of Celtic Thunder. A mediados de diciembre de 2015, Colm Keegan dio a conocer la noticia de que él estaría abandonando el grupo por un tiempo para grabar su primer álbum en solitario. Emmet Cahill nuevamente se reintegró al grupo en lugar de Colm. Meses más tarde, en abril de 2016, el vocalista Keith Harkin informó sobre su partida para dedicarse a tiempo completo a su carrera independiente, en reemplazo llegó el cantante irlandés Michael O'Dwyer.

## Miembros

### Miembros actuales
- Damian McGuinty (Derry, Irlanda del Norte — 9 de septiembre de 1992 (32 años)) es un conocido barítono irlandés reconocido internacionalmente por su participación en la serie de televisión Glee. Hasta 2011 fue el miembro más joven de la agrupación ingresando con catorce años en el año 2007. Ganó su primer certamen de canto a los cinco años. Grabó su primer álbum con Celtic Thunder a los catorce. Considera como sus mayores influencias a destacados artistas de renombre como Michael Bublé, Dean Martin y Frank Sinatra. A lo largo de su carrera ha desarrollados varios proyectos, distintos lanzamientos de singles —el más reconocido «Let the River Run» junto a la integrante de Celtic Woman, Máiréad Carlin—. En octubre de 2016 lanzó su primer álbum de estudio oficial, una producción navideña titulada «This Christmas Time».

- Emmet Cahill (Mullingar, Condado de Westmeath, Irlanda — 18 de octubre de 1990 (34 años)) es un destacado tenor irlandés. Recibió un título de Interpretación musical de parte de la Real Academia Irlandesa de Música. Cahill audicionó para Celtic Thunder en junio de 2010 y fue seleccionado para entrar a la agrupación luego de la partida de Byrom.

- Michael O'Dwyer (Carrick on Suir, Condado de Tipperary, Irlanda) es un cantante, escritor, compositor instrumentalista multifaceta y actor irlandés.

- Neil Byrne (Condado de Wicklow, Irlanda — 16 de noviembre de 1977 (47 años)) es un cantante y multinstrumentista irlandés. Su carrera con Celtic Thunder comenzó desde la primera presentación del grupo en la que era el guitarrista, percusionista y cantante en los coros del grupo. Posteriormente fue incorporándose como miembro de éste, comenzando a tener mayor protagonismo en álbumes como «It's Entertainment!» y «Christmas» y siendo oficializado en «Heritage».

- Ryan Kelly (The Moy, Condado de Tyrone, Irlanda del Norte — 6 de noviembre de 1978 (46 años)) es un destacado músico norirlandés. Es poseedor de dos títulos universitarios de la Universidad Queen's de Belfast, obteniendo una licenciatura en ciencias en contabilidad y un diploma debpostgrafo en contabilidad avanzada. En el otoño de 2010 Ryan lanzó su primer álbum en solitario titulado «In Time». Posteriormente, a finales de 2013 fue lanzada a la venta su segunda producción independiente llamada «Life». Él y Neil Byrne colaboraron mutuamente en un álbum llamado «Acoustically Irish» en 2013, inspirado en el éxito que tuvo este dúo con su presentación fuera de Celtic Thunder,  Acoustic by Candelight.

### Antiguos miembros
- George Donaldson (Glasgow, Escocia — 1 de febrero de 1968 (46 años) ~ ibíd. — 12 de marzo de 2014) fue un destacado músico baladista, guitarrista y flautista escocés, el único de esta nacionalidad en la agrupación. Era el mayor miembro del grupo, y un músico autodidacta. Lanzó su primer álbum llamado «The World in my Mind» entre abril y mayo de 2013. “Big George” —como le decían afectuosamente— murió el 12 de marzo de 2014 en su ciudad natal Glasgow después de sufrir un ataque cardíaco mientras dormía, dejando a su esposa Carolyn y su hija Sarah. En enero de 2015, Carolyn anunció para febrero siguiente la publicación de un nuevo álbum inédito de George llamado «The Road».

- Paul Byrom (Dublín, Irlanda — 11 de abril de 1979 (45 años)) es un destacado tenor irlandés; uno de los cinco miembros originales de la agrupación. Además de su reconocida participación en CT, Byrom se ha presentado en importantes eventos deportivos en Irlanda y el extranjero, como en las Finales de Irlanda en el Croke Park en Dublín. También ha actuado para la expresidenta de Irlanda Mary McAleesee y el emperador japonés Akihito. Paul ha lanzado cuatro álbumes en solitario: «Velvet», «I'll Be Home for Christmas», «This Is the Moment» y «Thinking of Home». Paul y su amiga de mucho tiempo Dominique Coulter (hija del director y compositor del grupo, Phil Coulter) se casaron en agosto de 2013. Él con dos de las integrantes originales del conjunto Celtic Woman; Chloë Agnew y Lisa Kelly actuaron para un concierto llamado Lisa Kelly: The Voice of Ireland. En octubre de 2014, tras 3 años viviendo en Nueva York, Paul retornó a su natal Dublín para vivir allí. Actualmente se encuentra en medio de su nueva gira llamada Summer from Dublin Tour. Byrom será un invitado especial en el tercer crucero de Celtic Thunder, evento a celebrarse en noviembre de 2017.

- Keith Harkin (Derry, Irlanda del Norte — 10 de junio de 1986 (38 años)) es un conocido músico norirlandés, uno de los miembros originales de Celtic Thunder. Toca guitarra, ukelele y piano, ha compuesto varios temas que han sido utilizados en los repertorios de Celtic Thunder como «Lauren & I», «All Day Long» y «Rosa». Harkin publicó su primer álbum en solitario —titulado de forma homónima— en septiembre de 2012. En abril de 2015 Keith dio a conocer que yacía comprometido con Kelsey Nichols, acontecimiento sucedido en su viaje por Bali el año anterior. El 26 de abril de 2016 Keith anunció su decisión de abandonar la agrupación para dedicarse a su carrera en solitario. Keith y Kelsey se casaron en julio de ese mismo año en su ciudad natal.

- Daniel Furlong (Taghmon, Condado de Wexford, Irlanda — 3 de enero de 1998 (27 años)) es un cantante y guitarrista irlandés. Ingresó a la agrupación como un pequeño soprano a la edad de 13 años, tras ganar la tercera versión del concurso de canto The All Ireland Talent Show en 2011. Es el miembro más joven de la agrupación, aunque formalmente se le considera comonun invitado del quinteto de la época. Junto a Celtic Thunder grabó dos álbumes: «Voyage» y «Voyage II». Su gran carisma y entusiasmo lo convirtieron en uno de los favoritos del público de Celtic Thunder. Grabó su primer álbum en solitario en 2012 y se tituló «Voice of an Angel». Actualmente se encuentra estudiando Tecnología e Innovación en Marketing en la Universidad de Dublín, además participa en una agrupación musical originaria de Wexford llamada 7th Fret.

- Colm Keegan (Dublín, Irlanda — 2 de agosto de 1989 (35 años)) es un joven cantante, pianista y guitarrista irlandés. Se unió a CT en 2012 temporalmente como remplazante de Ryan Kelly. Asistió a la Universidad de Dublín gracias a una beca de música, graduándose con honores en 2011 con un título en música e irlandés. Keegan audicionó para el grupo y fue seleccionado en mayo de 2012 como nuevo vocalista convirtiéndose en el sexto miembro de la agrupación. Anteriormente figuraba como miembro del Coro Aontas de Irlanda, en donde participó en diversos espectáculos, entre ellos su participación en el coro y coreografías para los conciertos de la agrupación Celtic Woman, apareciendo en dos de sus DVD: Celtic Woman: Songs From The Heart (2010) y Celtic Woman: Believe (2012). Anunció que tomaría un año fuera del grupo para terminar sus estudios. El 26 de agosto de 2016, Colm se casó con Laura Durrant, violonchelista de la Celtic Thunder Band. La boda tuvo lugar en el país natal de Durrant, Escocia. Ambos han decidido no continuar con Celtic Thunder por un tiempo. El 2 de febrero de 2017 Colm anunció orgullosamente la llegada de su primer hijo con Durrant; un pequeño al que llamaron Oisín James Keegan.

- Emmett O'Hanlon (Irlanda — 9 de julio de 1990 (34 años)) es un destacado tenor irlandés, integrado al grupo a mediados de 2014 en reemplazo de Emmet Cahill. O'Hanlon se reunió por primera vez con Sharon Browne —productora de Celtic Thunder— en la ciudad de Nueva York, en donde ella lo invitó a la audición. O'Hanlon participó en muchos proyectos y eventos del grupo, como su segundo crucero en 2014, y el tour de otoño en Estados Unidos en noviembre de 2014. En abril de 2016 anunció su partida del grupo para dedicarse exclusivamente a su carrera musical en la ópera.

## Discografía

### Álbumes de estudio
- Celtic Thunder  — 2008
- Act Two — 2008
- Take Me Home — 2009
- It's Entertainment! — 2010
- Christmas — 2010
- Heritage — 2011
- Storm — 2011
- Voyage — 2012
- Voyage II — 2012
- Mythology — 2013
- Christmas Voices — 2013
- Legacy, Vol. 1 — 2016
- Legacy, Vol. 2 — 2016
- Inspirational — 2017

### Álbumes Recopilatorios
- The Very Best of Celtic Thunder — 2015

### Álbumes Recopilatorios Promocionales
- Ireland's Call — 2010
- Celtic Thunder: The Irish Collection — 2011
- Heartland — 2012
- Islands — 2013
- Celtic Horizons — 2014

### Álbumes en vivo
- Live & Unplugged — 2014

### DVD
- The Show — 2008
- Take Me Home — 2009
- It's Entertainment! — 2010
- Christmas — 2010
- Heritage — 2011
- Storm — 2011
- Voyage — 2012
- Voyage II — 2012
- Mythology — 2013
- Live & Unplugged at Sullivan Hall, New York — 2014
- The Show: Act Two* — 2015
- Legacy, Vol. 1 — 2016
- Legacy, Vol. 2 — 2016
- 2016 Tour Live — 2017

## Conciertos, giras y discografía
El 17 de diciembre de 2008, Celtic Thunder completó su Tour en EE. UU. por 50 ciudades. También hicieron un extenso tour por Estados Unidos en otoño de 2009. En primavera se centraron en Canadá y en otoño de 2010 volvieron a los EE. UU.
Durante su tour en otoño de 2008, Celtic Thunder vendió más de 125.000 entradas en 49 espectáculos.
El primer álbum de estudio al igual que el primer concierto en DVD fue lanzado el 18 de marzo de 2008. El álbum fue titulado Celtic Thunder y el DVD The Show. Fue grabado en el teatro dublinense The Helix en agosto de 2007.
Su segundo álbum fue lanzado el 16 de septiembre de 2008, titulado Act Two. Incluye el resto de los temas interpretados en el primer concierto y que no aparecieron en el primer lanzamiento discográfico.
El tercer álbum de estudio y segundo especial en DVD, ambos titulados Take Me Home, fueron lanzados el 14 de julio de 2009. Take Me Home fue grabado en el Casino Rama en Orillia, Toronto, Canadá dentro de su gira de 2009.
La cuarta producción de estudio y tercer especial en DVD, ambos titulados It's Entertainment! fueron lanzados el 9 de febrero de 2010. Fue grabado junto a su otro especial Storm en el Hall 5 del Centro Internacional de Toronto —también conocido como Arrow Hall— el 1 y 2 de octubre de 2009.
Después de este lanzamiento, los fanes de CT enviaron muchos mensajes a la productora de Celtic Thunder, Sharon Browne para trabajar en un álbum navideño y otro que contenga más música irlandesa. Por medio de estos esfuerzos es que publicaron aquellos dos álbumes tan esperados: Christmas y Heritage lo que obligó a aplazar el lanzamiento de Storm.
El quinto álbum de estudio, titulado Christmas fue piblicado el 12 de octubre de 2010 y el especial en DVD, también titulado Christmas, fue lanzado el 22 de noviembre de 2010. Christmas fue grabado junto a Heritage en el Mid-Hudson Civic Center en Poughkeepsie, Nueva York, el 17 de septiembre de 2010.
El sexto álbum de estudio y quinto especial en DVD titulado Heritage fue lanzado el 22 de febrero de 2011. Esta nueva producción presenta temas orientados a la herencia irlandesa del grupo, interpretando conocidas baladas de este pueblo. Como novedad Heritage presenta al nuevo integrante de la agrupación Emmet Cahill, quien llegó a la agrupación como reemplazante de Byrom. Cahill es incluido en dos grabaciones de este disco: The Galway Girl y Kindred Spirits.
El séptimo álbum de estudio y sexto especial en DVD titulado Storm fue lanzado el 20 de septiembre de 2011 (originalmente grabado en 2009). Storm a diferencia de los otros especiales de Celtic Thunder no es solo un concierto grabado, sino que tiene una historia, un elaborado escenario que establece una antigua locación, y trajes que ayudan a diferenciar a los cantantes de los bailarines dentro de la historia. Hace uso del elenco de It's Entertainment! el cual ha sido el más cuantioso hasta la fecha con 25 personajes. En el reparto se encuentra la cantante Deirdre Shannon, exintegrante de Celtic Woman.
El octavo álbum de estudio y séptimo especial en DVD, titulado Voyage fue lanzado el 28 de febrero de 2012. La grabación del concierto estuvo planificada para realizarse el 27 de septiembre de 2011, pero debido a algunos cambios la grabación fue cancelada. La búsqueda de una nueva locación comenzó el 3 de octubre y resultó con la fecha difinitiva de grabación para el 18 de octubre de ese año en Kansas, Misuri en el Teatro Midland.
El noveno álbum y octavo especial en DVD se titula Voyage II y es una continuación de la producción anterior. En su primera fecha de publicación, el 31 de julio de 2012, solo estuvo disponible para adquirirlo en formato digital, más adelante el 1 de septiembre de ese mismo año se comercializó en CD exclusivamente por medio de la tienda en línea de CT. La gira norteamericana por estos dos álbumes fue llamada Voyage Tour.
Llega 2013 y este año trae consigo un nuevo lanzamiento: el décimo álbum de estudio y noveno especial en DVD titulado Mythology; publicado el 19 de febrero de ese año. El concierto fue filmado a principios de 2013 en el Teatro Helix. Incluyendo una imponente cruz celta de fondo y un escenario con la forma de dicha cruz, hasta ahora una de las ambientaciones más ambiciosas del grupo. Mythology fue comercializado en varias ediciones, entre ellas una edición especial de dos discos, ambos presentados en directo en el DVD.
Ese mismo año tiene lugar la publicación de su undécimo álbum Christmas Voices lanzado el 11 de octubre de 2013. Este es el primer álbum de Celtic Thunder que no tiene un concierto especial asociado a él, solo existen algunos videos promocionales de algunos temas como Gaudete y God Rest Ye Merry Gentlemen. En noviembre y diciembre de 2014 Celtic Thunder recorrió el este de Estados Unidos en su gira Symphony Tour, interpretanto temas de su reciente producción navideña. Esta sería la primera gira en que estarían acompañados por diversas sinfónicas como la de Pittsburgh y de Atlanta.
Llega 2015 y con una exitosa trayectoria de casi 8 años también llega la oportunidad de publicar un completo compilado de los temas favoritos de Celtic Thunder, por esta razón nace The Very Best of Celtic Thunder. The Very Best es un compilado de 20 temas extraídos de todos sus álbumes, también presenta nuevas versiones de algunos temas antiguos. Este nuevo lanzamiento fue promocionado por CT a través de su gira The Very Best of Celtic Thunder — Tour. Para esta nueva gira de 2015, Damian McGinty se reintegró como invitado especial, y más adelante como un miembro permanente.
En febrero de 2016 estrenan su nueva producción, su décimo tercer álbum de estudio y décimo especial en DVD Celtic Thunder: Legacy, Vol. 1. Legacy es un álbum mixto: en parte se constituye de destacados temas de la agrupación, perp por otro lado todos los tracks del disco son nuevas grabaciones.
Más adelante, en agosto de 2016 lanzaron el segundo disco de Legacy, Legacy, Vol. 2. Este segundo volumen es la continuación del primer disco, al igual que la publicación anterior, este lanzamiento también es su undécimo especial
Ya en marzo de 2017 dan a conocer la próxima publicación de un nuevo DVD para abril. El nuevo especia se titula 2016 Tour Live y presenta a los actuales miembros de la agrupación en medio de uno de los conciertos de su gira Legacy. El concierto fue grabado y transmitido en vivo el 1 de diciembre de 2016.